# Tournoi de tennis d'Aberavon
Le tournoi d'Aberavon, nommé d'après la ville d'Aberavon au pays de Galles, est un tournoi de tennis féminin du circuit Dewar, organisé à la fin des années 1960 et début des années 1970 dans différentes villes britanniques (Édimbourg, Billingham, Torquay et Cardiff) et dont la finale se déroulait à Londres.
La dernière édition de l'épreuve date de 1973.

## Palmarès

### Simple
| No | Date       | Nom et lieu du tournoi          | Catégorie | Dotation | Surface         | Vainqueure           | Finaliste        | Score         |         |
| -- | ---------- | ------------------------------- | --------- | -------- | --------------- | -------------------- | ---------------- | ------------- | ------- |
| 1  | 28-10-1968 | Dewar Cup of Aberavon, Aberavon |           | NC       | Moquette (int.) | Margaret Smith Court | Virginia Wade    | 6-3, 4-6, 6-4 | Tableau |
| 2  | 27-10-1969 | Dewar Cup of Aberavon, Aberavon |           | NC       | Moquette (int.) | Virginia Wade        | Julie Heldman    | 6-4, 6-4      | Tableau |
| 3  | 27-10-1970 | Dewar Cup of Aberavon, Aberavon |           | NC       | Moquette (int.) | Virginia Wade        | Ann Haydon-Jones | 6-3, 1-6, 7-5 | Tableau |
| 4  | 02-11-1971 | Dewar Cup of Aberavon, Aberavon |           | NC       | Moquette (int.) | Virginia Wade        | Evonne Goolagong | 7-6, 6-3      | Tableau |
| 5  | 31-10-1972 | Dewar Cup of Aberavon, Aberavon |           | 7 800 $  | Moquette (int.) | Margaret Smith Court | Virginia Wade    | 6-3, 6-4      | Tableau |
| 6  | 22-10-1973 | Dewar Cup of Aberavon, Aberavon |           | NC       | Moquette (int.) | Virginia Wade        | Julie Heldman    | 6-3, 6-1      | Tableau |

### Double
| No | Date       | Nom et lieu du tournoi         | Catégorie | Dotation | Surface         | Vainqueures                        | Finalistes                     | Score         |         |
| -- | ---------- | ------------------------------ | --------- | -------- | --------------- | ---------------------------------- | ------------------------------ | ------------- | ------- |
| 1  | 28-10-1968 | Dewar Cup of Aberavon Aberavon |           | NC       | Moquette (int.) | Margaret Smith Court Pat Walkden   | Mary-Ann Eisel Winnie Shaw     | 6-2, 6-3      | Tableau |
| 2  | 27-10-1969 | Dewar Cup of Aberavon Aberavon |           | NC       | Moquette (int.) | Ann Haydon-Jones Virginia Wade     | Mary-Ann Eisel Julie Heldman   | 6-3, 6-2      | Tableau |
| 3  | 27-10-1970 | Dewar Cup of Aberavon Aberavon |           | NC       | Moquette (int.) | Ann Haydon-Jones Virginia Wade     | Françoise Dürr Betty Stöve     | 6-4, 6-3      | Tableau |
| 4  | 02-11-1971 | Dewar Cup of Aberavon Aberavon |           | NC       | Moquette (int.) | Françoise Dürr Virginia Wade       | Evonne Goolagong Julie Heldman | 7-5, 6-4      | Tableau |
| 5  | 31-10-1972 | Dewar Cup of Aberavon Aberavon |           | 7 800 $  | Moquette (int.) | Margaret Smith Court Virginia Wade | Julie Heldman Betty Stöve      | 6-0, 6-3      | Tableau |
| 6  | 22-10-1973 | Dewar Cup of Aberavon Aberavon |           | NC       | Moquette (int.) | Marita Redondo Virginia Wade       | Julie Heldman Ann Kiyomura     | 4-6, 6-3, 7-6 | Tableau |